# 丰特夫罗拉拜
丰特夫罗拉拜（法語：Fontevraud-l'Abbaye，法語發音：[fɔ̃təvʁo labei] ⓘ）是法国曼恩-卢瓦尔省的一个市镇，位于该省东部，属于索米尔区。

## 地理
丰特夫罗拉拜（47°10'56"N, 0°2'59"E）面积14.82 平方千米，位于法国卢瓦尔河地区大区曼恩-卢瓦尔省，该省份为法国西部内陆省份，大致对应安茹地区，北起顺时针与马耶讷省、萨尔特省、安德尔-卢瓦尔省、维埃纳省、德塞夫勒省、旺代省、大西洋卢瓦尔省和伊勒-维莱讷省接壤。
与丰特夫罗拉拜接壤的市镇（或旧市镇、城区）包括：康德圣马丹、库济耶、埃皮耶、蒙索罗、苏宰-尚皮尼、蒂尔康、鲁瓦费、赛村、贝勒维涅堡。

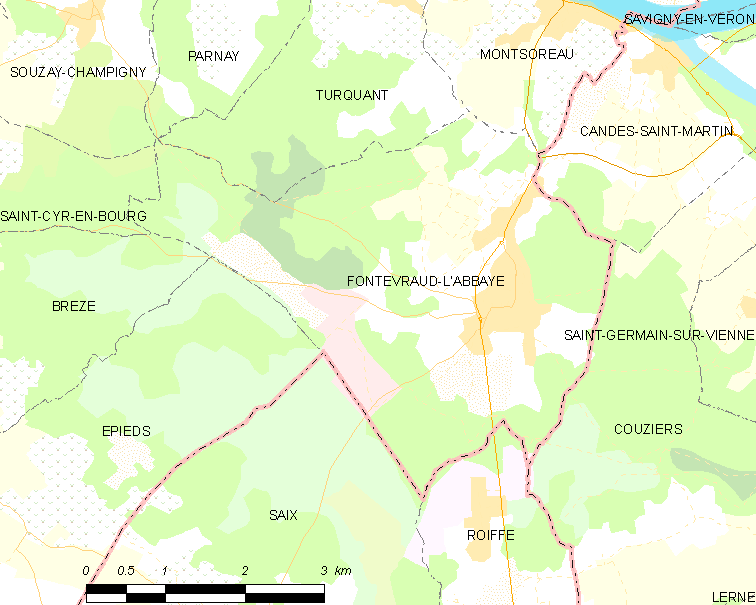
丰特夫罗拉拜的OSM定位图

丰特夫罗拉拜的时区为UTC+01:00、UTC+02:00（夏令时）。

## 行政
丰特夫罗拉拜的邮政编码为49590，INSEE市镇编码为49140。

## 政治
丰特夫罗拉拜所属的省级选区为索米尔县。

## 人口

1962-2008年间丰特夫罗拉拜人口变化图示

丰特夫罗拉拜于2022年1月1日时的人口数量为1477人。

## 图集

丰特夫罗修道院
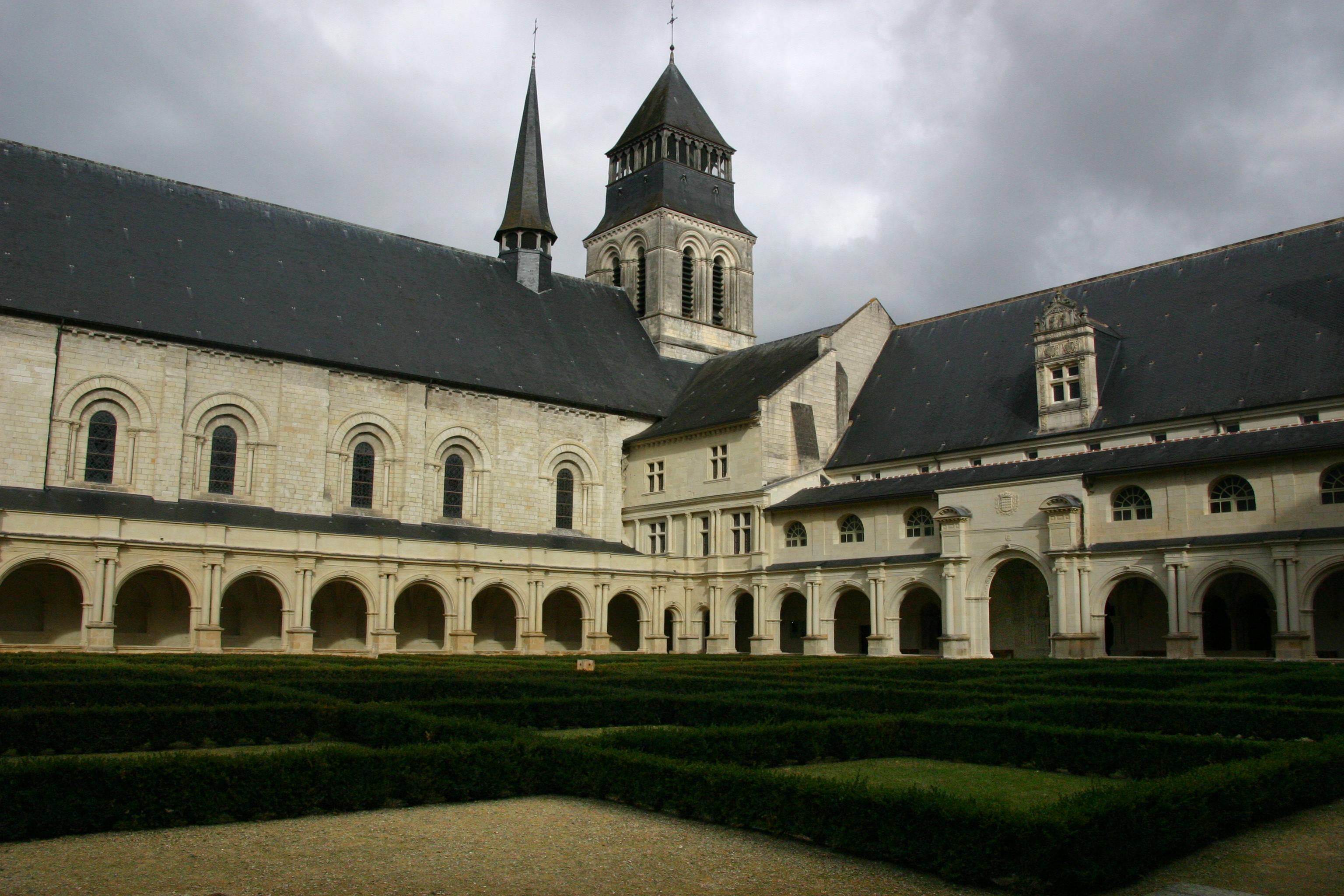
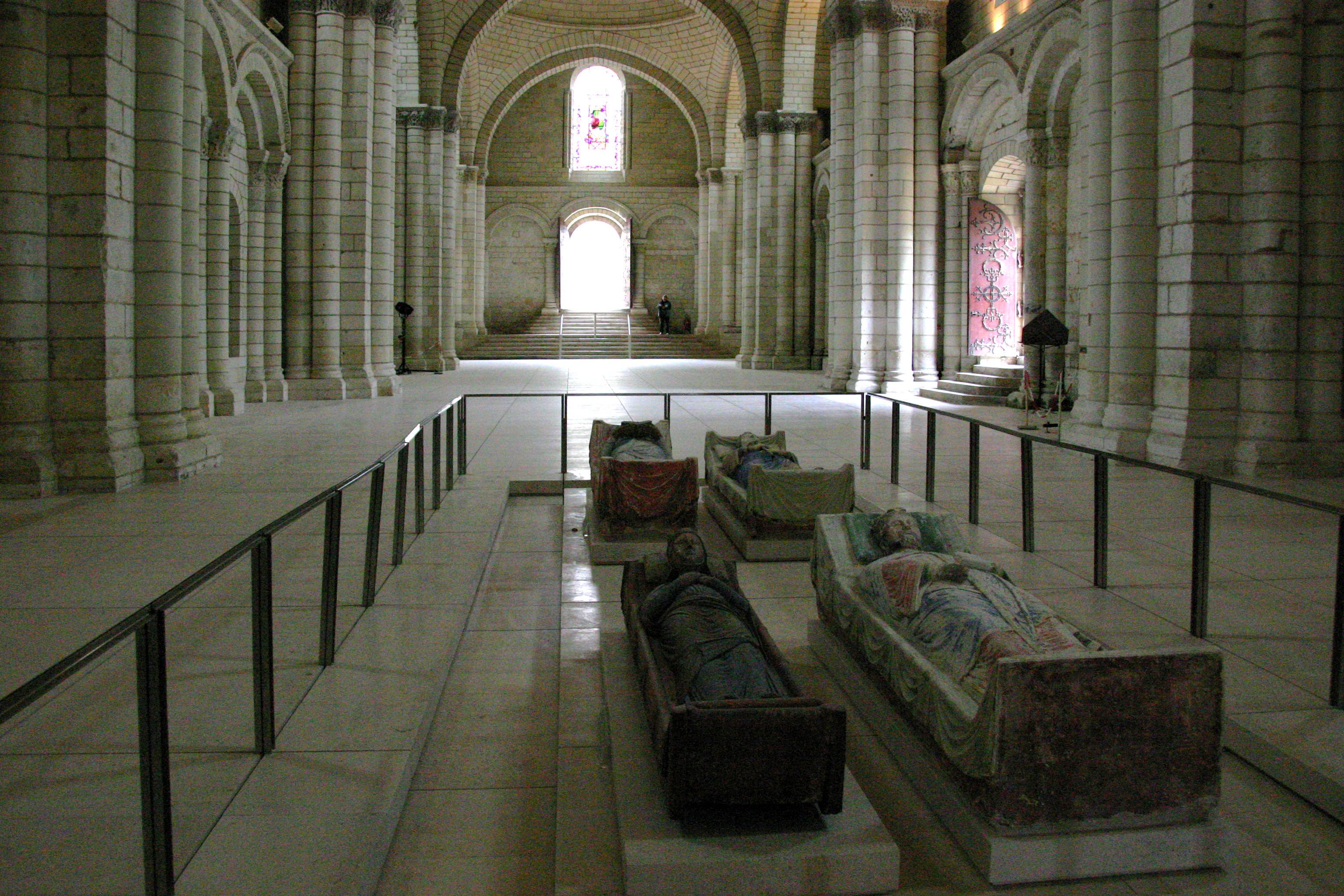
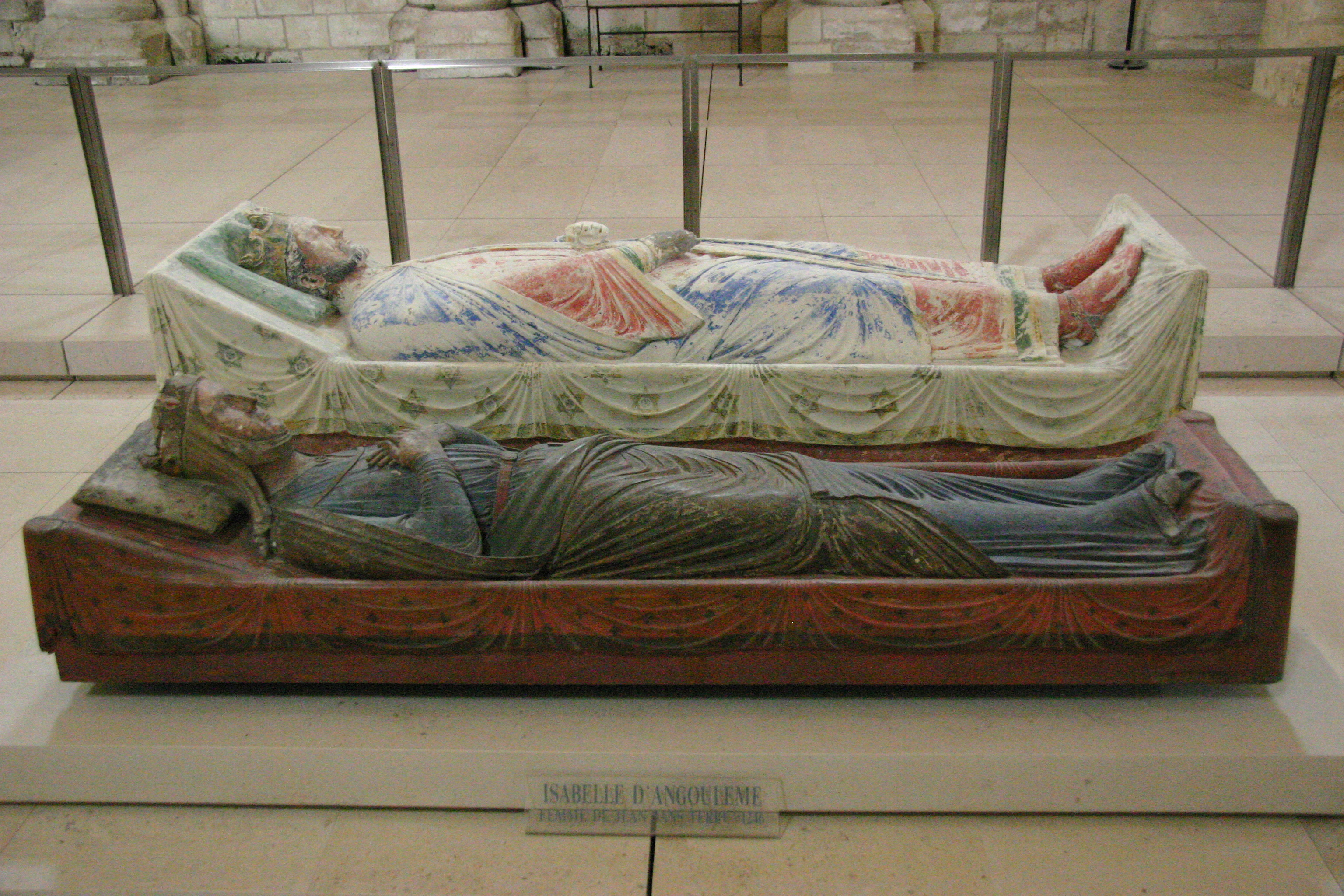
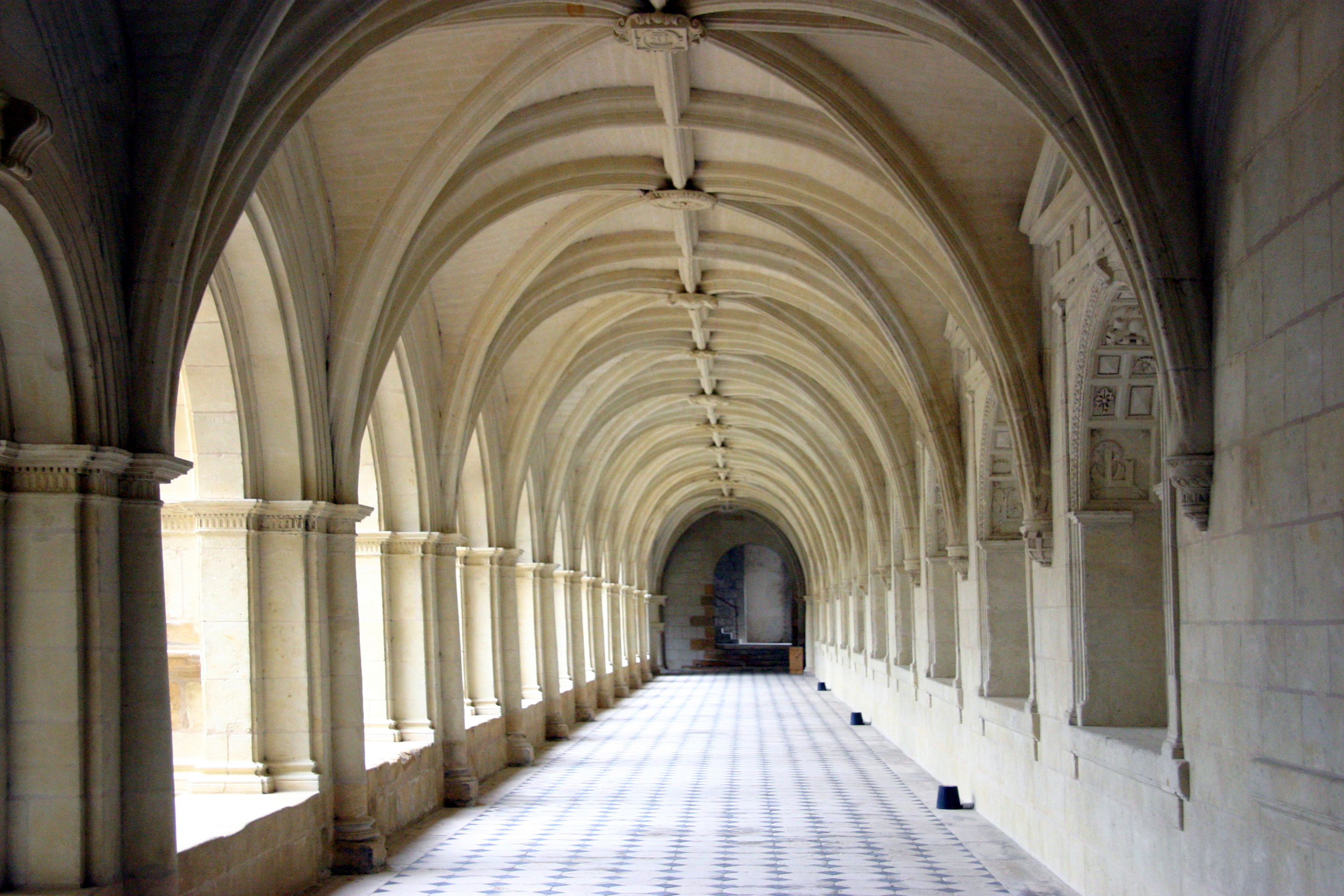
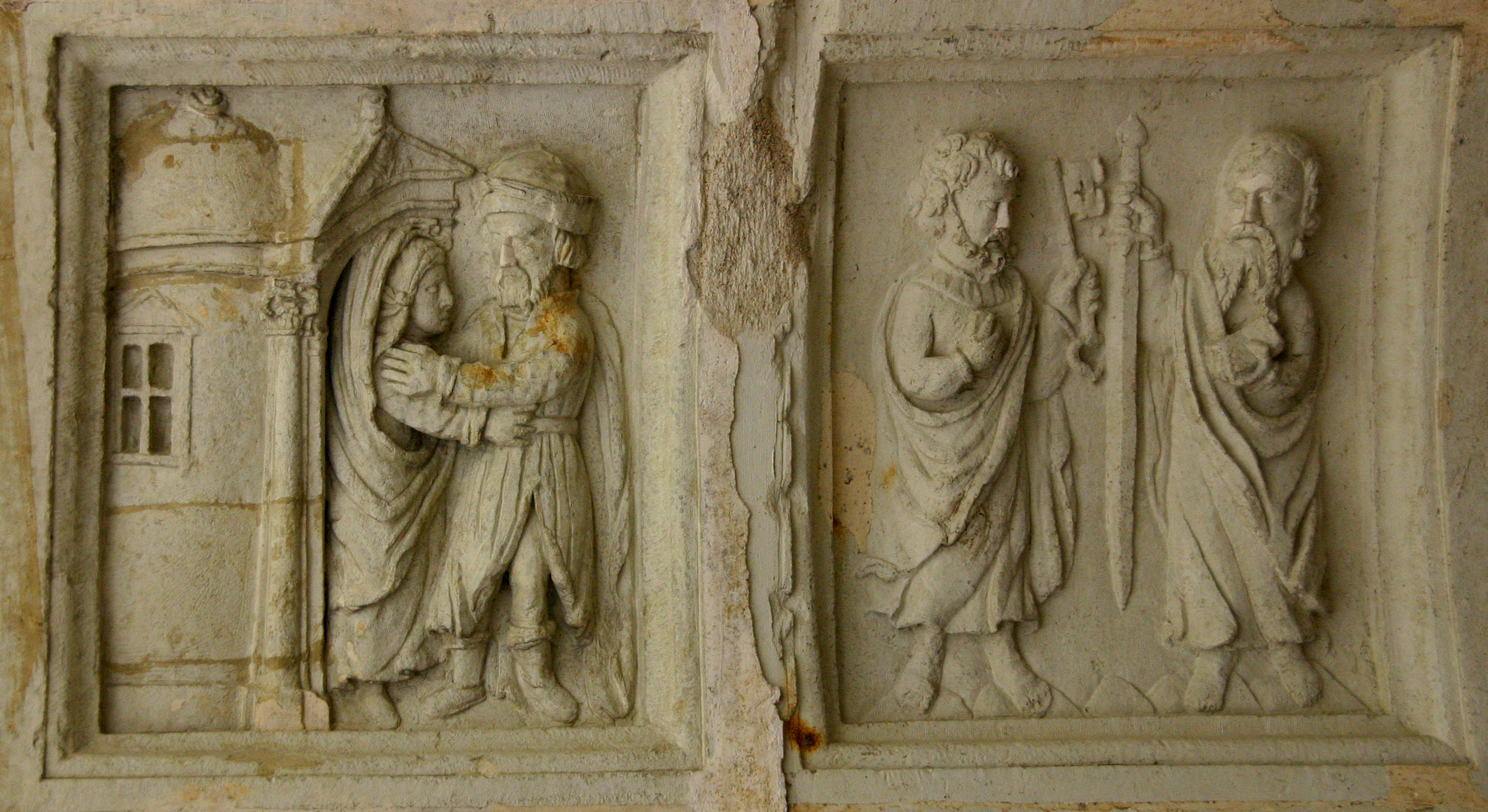
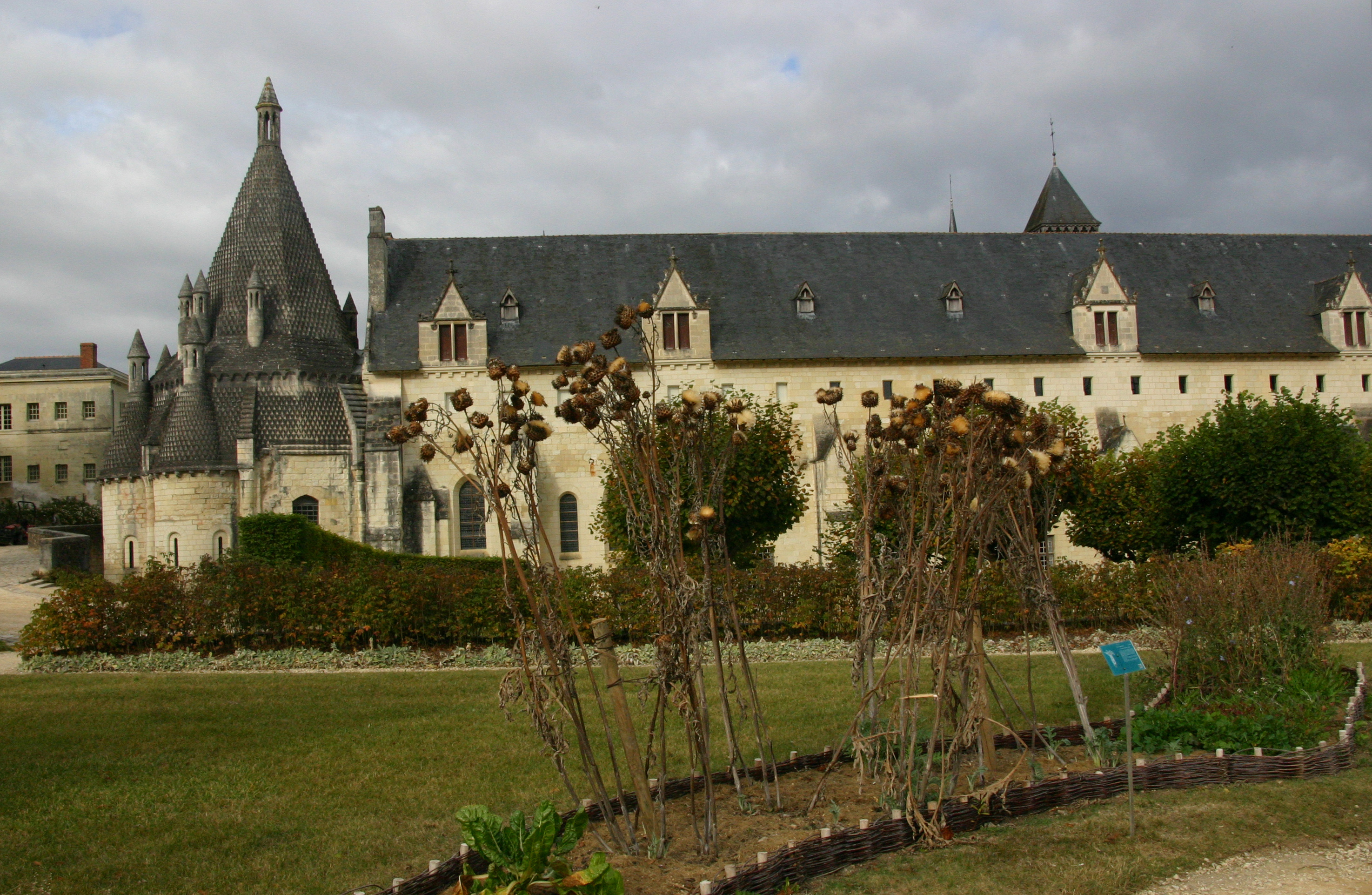